# Вайнштейн, Лев Матвеевич
Лев Матвеевич Вайнштейн (12 марта 1916, Екатеринбург, Пермская губерния, Российская империя — 25 декабря 2004, Москва, Россия) — советский спортсмен, стрелок из винтовки, пистолета и револьвера, призёр Летних Олимпийских игр 1952 года.
Заслуженный мастер спорта СССР (1954), заслуженный тренер СССР (1962), судья международной категории.

## Спортивные достижения
Один из сильнейших стрелков из винтовки, пистолета и револьвера.
Бронзовый призёр Олимпийских игр 1952, трёхкратный чемпион мира 1954, 1958, серебряный призёр чемпионата мира 1958, двукратный чемпион Европы 1955, серебряный и бронзовый призёр чемпионата Европы 1955, двадцатикратный чемпион СССР 1947—1949, 1951—1954, 1957—1958, пятикратный рекордсмен мира, двукратный рекордсмен Европы, тридцатидвухкратный рекордсмен СССР в личном и командном зачетах.
В 2002 году был награждён почётным знаком «За заслуги в развитии олимпийского движения в России»

## Книги, статьи
Автор книг:
- «Спортивная стрельба из пистолета и револьвера»,
- «Основы стрелкового мастерства»
- «Стрелок и тренер»,
- «Психология в пулевой стрельбе»

Автор статей:
- Лев Вайнштейн — «Мастер класс!»
- Вайнштейн Л. М. — «Оружие — пистолет». Учебно-методическое пособие по стрельбе из пистолета
- Лев Вайнштейн — «Психологическая подготовка спортсмена — стрелка»
- Вайнштейн Л. М. — «Техника стрельбы профессиональных стрелков»
- Вайнштейн Лев Матвеевич — «Путь на Олимп». (Глава — «Феномен стрелков — женщин»)